# Rečnoj tramvajčik
Rečnoj tramvajčik (in russo Речной трамвайчик?) è il tredicesimo album in studio della cantante russa Alla Pugačëva, pubblicato  il 7 novembre 2001 dalla Art-studija "Alla".

## Tracce
1. Rečnoj tramvajčik – 3:22 (testo: Evgenij Murav'ëv – musica: Igor' Krutoj)
2. Ja tebja bogotvorju – 3:47 (testo: Il'ja Reznik – musica: Igor' Nikolaev)
3. Dočen'ka – 4:21 (testo: Larisa Rubal'skaja – musica: Andrej Savčenko)
4. Uchožu – 4:42 (testo: Simon Osiašvili – musica: Igor' Krutoj)
5. Belyj sneg – 4:03 (testo: Elena Nebylova – musica: Pavel Esenin)
6. Nepogoda – 4:50 (testo: Irina Pavljutkina – musica: Alla Pugačëva, Vadim Lotkin)
7. Ne sgorju – 4:14 (testo: Marija Gončarova – musica: Igor' Kornilov)
8. Ostorožno, listopad! – 5:25 (testo: Marija Gorodova – musica: Aleksandr Luk'janov)
9. Madam Broškina – 4:15 (Aleksandr Ružickij)
10. Sveča gorela na stole... – 4:49 (testo: Boris Pasternak – musica: Alla Pugačëva)
11. Vodjanye da lešie – 3:30 (testo: Karina Fillipova – musica: Alla Pugačëva)
12. Millenium – 3:19 (testo: Jaroslav Gel'man – musica: Aleksandr Vengerov)
13. Golubka – 4:24 (testo: Samuil Bolotin, Tatjana Sikorskaja – musica: Sebastián Iradier)
14. Devočka sekond-hènd – 4:33 (testo: Michail Tanič – musica: Alla Pugačëva)
15. Ne obižaj menja – 5:13 (Igor' Nikolaev)
16. Snežnyj mal'čik – 3:35 (testo: Rimma Kazakova – musica: Igor' Krutoj)

Bonus track
1. Bud' ili ne bud' (con Maksim Galkin) – 3:38 (Tatjana Zalužnaja)

## Classifiche
| Classifica (2001) | Posizione massima |
| ----------------- | ----------------- |
| Russia            | 1                 |